# Jon Kasdan
Jonathan „Jon“ Kasdan (* 30. September 1979 in Los Angeles, Kalifornien) ist ein US-amerikanischer Schauspieler, Drehbuchautor und Filmregisseur.

## Leben
Kasdan, Sohn des Regisseurs und Drehbuchautors Lawrence Kasdan und der Drehbuchautorin und Filmproduzentin Meg Kasdan, gab sein Regiedebüt 2007 mit dem Film In the Land of Women. Bereits seit 1983 war er als Kinderdarsteller tätig. Daneben wirkte er als Fernsehautor. Sein Bruder ist Jake Kasdan. 2012 schrieb und inszenierte er die romantische Komödie The First Time – Dein erstes Mal vergisst du nie! mit Britt Robertson und Dylan O’Brien in den Hauptrollen.

## Filmografie (Auswahl)
Schauspieler
- 1983: Der große Frust (The Big Chill)
- 1985: Silverado
- 1988: Die Reisen des Mr. Leary (The Accidental Tourist)
- 1990: Ich liebe Dich zu Tode (I Love You to Death)
- 1994: Wyatt Earp – Das Leben einer Legende (Wyatt Earp)
- 1999: Voll daneben, voll im Leben (Freaks and Geeks)  (Fernsehserie, 1 Episode)
- 2002: Slackers
- 2002: Jede Menge Ärger (Big Trouble)
- 2002: Dawson’s Creek  (Fernsehserie, 1 Episode)
- 2003: Dreamcatcher
- 2012: Darling Companion – Ein Hund fürs Leben (Darling Companion)
- 2011–2014: Californication (Fernsehserie, 9 Episoden)

Drehbuch
- 2000: Voll daneben, voll im Leben (Freaks and Geeks, Fernsehserie, 1 Episode)
- 2000–2002: Dawson’s Creek (Fernsehserie, 4 Episoden)
- 2007: In the Land of Women
- 2012: The First Time – Dein erstes Mal vergisst du nie! (The First Time)
- 2018: Solo: A Star Wars Story

Regie
- 2007: In the Land of Women
- 2012: The First Time – Dein erstes Mal vergisst du nie! (The First Time)
- 2016: Roadies (Fernsehserie, 2 Episoden)